# Briny Breezes
Briny Breezes est une municipalité ayant le statut de town située dans le comté de Palm Beach en Floride. En 2000, sa population est de 411 habitants.

## Démographie
| 1970 | 1980 | 1990 | 2000 | 2010 | - |
| ---- | ---- | ---- | ---- | ---- | - |
| 481  | 387  | 400  | 411  | 601  | - |

## Source de la traduction
- (en) Cet article est partiellement ou en totalité issu de l’article de Wikipédia en anglais intitulé « Briny Breezes, Florida » (voir la liste des auteurs).